# 아흐메트 다부톨루
아흐메트 다부톨루(튀르키예어: Ahmet Davutoğlu, 튀르키예어 발음: [ahˈmet davuˈtoːɫu] ( 듣기), 1959년 2월 26일~)는 튀르키예의 정치인, 학자, 외교관이다. 2014년부터 2016년까지 튀르키예의 총리와 정의개발당 대표를 지낸다. 다부톨루는 2009년부터 2014년까지 외무장관을, 2003년부터 2009년까지 레제프 타이이프 에르도안 총리의 선임 고문을 지냈다. 다부톨루는 2011년 총선에서 콘야의 정의개발당 국회의원으로 선출되었으며, 2015년 6월과 11월 총선에서 국회의원에 재선되었다. 2016년 5월 22일 총리직에서 물러났다.
총리 겸 정의개발당 지도자 레제프 타이이프 에르도안이 튀르키예의 대통령으로 선출된 후 다부톨루는 정의개발당 중앙집행위원회에서 당을 지휘할 후보로 발표되었다. 그는 첫 정의개발당 임시 총회에서 만장일치로 지도자에 선출되었고 결국 에르도안의 뒤를 잇는 총리가 되어 튀르키예 공화국의 62번째 정부를 구성했다. 다부톨루 정부는 얄츤 아크도안과 같은 에르도안과 가까운 인물들로 조성되었다. 이는 에르도안이 대통령직을 수행하면서 자신의 정치 선전을 계속 추구하는 동안 다부톨루가 총리로서 고분고분한 접촉을 할 것이라는 추측으로 이어졌다. 정의개발당은 2015년 6월 총선에서 의회 다수당의 지위를 잃었지만 최대 정당으로 남았다. 다부톨루 정부는 이후 사퇴했지만, 새 정부가 구성될 때까지 권력을 유지했다. 야당과 연정 협상에 실패한 후 다부톨루는 2015년 11월 과도 선거를 주재하는 튀르키예 최초의 임시 선거 정부를 구성하는 임무를 맡았다. 이 선거에서 정의개발당은 압도적인 승리를 거둔 후 같은 해 11월에 의회 다수당 지위를 되찾았고, 다부톨루는 이후 세 번째 정부를 구성했다.
다부톨루와 에르도안 간의 관계가 국회의원 후보 명단, 정부 정책, 행정부의 대통령제 시행과 관련한 의견 불일치로 악화되자, 다부톨루는 2015년 11월 총선에서 승리한 지 7개월 만에 정의개발당 대표와 총리 사의를 표명하였다. 다부톨루는 임시당대회가 2016년 5월 22일에 열릴 것이며 자신은 당 지도부의 재선에 출마하지 않을 것이라고 발표했다. 비날리 이을드름이 정의개발당의 차기 지도자가 되었으며, 다부톨루는 곧 총리직에서 물러났다.
다부톨루 행정부는 2015년 중반에 2년 간의 휴전이 결렬된 후 촉발된 튀르키예 정부와 쿠르디스탄 노동자당(PKK)간 갈등 고조의 중심에 있었고, 다부톨루의 총리 임기는 튀르키예 역사상 가장 유혈이 낭자한 시기로 묘사되었다. 본래 다부톨루 행정부는 남동부 수루치에 위치한 마을에서 자살 폭탄 테러로 32명이 사망하는 사태가 벌어지자, 7월 20일 쿠르디스탄 노동자당과 이라크 레반트 이슬람 국가(ISIL)를 향한 공습을 승인하였다. 이라크 레반트 이슬람 국가를 향한 튀르키예 정부의 불충분한 공세에 미국을 비롯한 동맹국들은 이라크 레반트 이슬람 국가를 향한 튀르키예의 부족한 조치를 비판했으나, 반대 세력은 다부톨루가 2015년 11월 총선에서 표를 되찾고 의회 과반수를 되찾기 위해 의도적으로 갈등을 촉발했다고 비난했다. 다부톨루 행정부는 또한 튀르키예 정부와 귈렌 운동 사이에 전개되고 있는 정치 갈등과 튀르키예 국경을 넘어선 시리아 내전의 파급 효과,그 결과 초래된 유럽 이민자 위기에 대응하였다. 다부톨루 행정부의 대외 정책은 신오스만주의 또는 범이슬람주의로 묘사되었으나, 다부톨루는 튀르키예의 유럽 연합 가입 시도를 다부톨루 행정부의 전략 목표로 삼았다. 다부톨루 정치 부패를 해결하지 못했고, 2015년 초 다부톨루 행정부가 내세운 새로운 국가 보안 법안으로 정부의 권위주의가 강화되면서 야당 논평가들은 다부톨루 행정부가 튀르키예를 경찰 국가로 전락하게 했다고 비난하였다.
2019년 9월, 오랫동안 자신의 정당을 창당할 준비를 하고 있는 것으로 추정되었던 다부톨루는 정의개발당을 탈당했고, 이전 소속 정당이 더 이상 튀르키예를 위한 해결 방안을 제공할 수 없다고 비난했다. 2019년 12월 12일, 다부톨루는 미래당(GP)을 창당하고 초대 대표가 되었다.

## 같이 보기
- 알리 바바잔